# روي وايت
روي وايت (بالإنجليزية: Roy White)‏ هو لاعب كرة قاعدة أمريكي، ولد في 27 ديسمبر 1943 في لوس أنجلوس في الولايات المتحدة.

## وصلات خارجية
- روي وايت على موقع دوري كرة القاعدة الرئيسي (الإنجليزية)
- روي وايت على موقع الدوري الياباني لكرة القاعدة (الإنجليزية)
- روي وايت على موقعبيزبول رفرنس.كوم (الدوري الرئيسي) (الإنجليزية)
- روي وايت على موقعبيزبول رفرنس.كوم (الدوري الثانوي) (الإنجليزية)
- روي وايت على موقع جمعية أبحاث البيسبول الأمريكية (الإنجليزية)
- روي وايت على موقع إي إس بي إن.كوم (أم.أل.بي) (الإنجليزية)
- روي وايت على موقع مشجعي الرسوم البيانية (الإنجليزية)